# Arhodia
Arhodia là một chi bướm đêm thuộc họ Geometridae.

## Các loài
- Arhodia carnea
- Arhodia lasiocamparia Guenée, 1857
- Arhodia ozora
- Arhodia retractaria
- Arhodia rosalinda
- Arhodia semirosea
- Arhodia subpurpurea